# Ponte aérea de Biafra

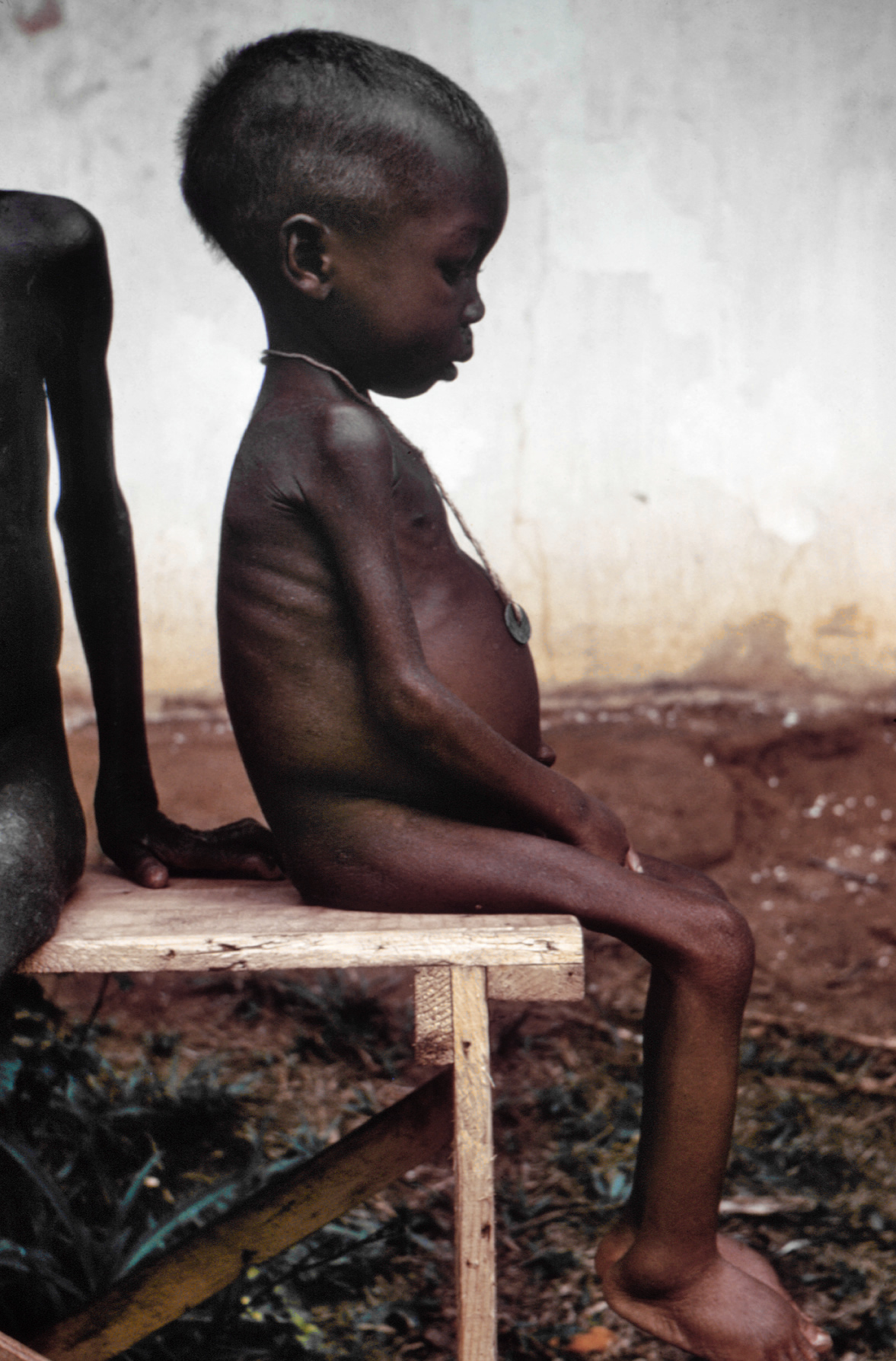
Uma menina durante a Guerra Nigéria-Biafra do final da década de 1960. Fotos da fome causada pelo bloqueio nigeriano ganharam simpatia pelos biafranos em todo o mundo.

A ponte aérea de Biafra foi um esforço internacional de ajuda humanitária que transportou alimentos e remédios para Biafra durante a guerra de secessão da Nigéria em 1967-1970 (Guerra Civil da Nigéria). Foi o maior transporte aéreo civil, e depois do transporte aéreo de Berlim de 1948-1949, o maior transporte aéreo não-combatente de qualquer tipo já realizado. O transporte aéreo foi em grande parte uma série de esforços conjuntos de grupos religiosos protestantes e católicos e outras organizações não-governamentais (ONGs), operando aeronaves civis e militares com tripulantes voluntários (principalmente) civis e pessoal de apoio. Vários governos nacionais também apoiaram o esforço, principalmente nos bastidores. Este esforço conjunto sustentado estimou ter salvado mais de um milhão de vidas.